# Gentiana decemfida
Gentiana decemfida là một loài thực vật có hoa trong họ Long đởm. Loài này được Buch.-Ham. ex D.Don mô tả khoa học đầu tiên năm 1825.